# Pterolophia infirmior
Pterolophia infirmior är en skalbaggsart som beskrevs av Stefan von Breuning 1938. Pterolophia infirmior ingår i släktet Pterolophia och familjen långhorningar. Inga underarter finns listade i Catalogue of Life.